# Laurent Aké Assi
Laurent Aké Assi (1931 - ) é um botânico costa-marfinense.